# 인터내셔널 듀라스타
인터내셔널 듀라스타(영어: International DuraStar)는 미국의 나비스타 인터내셔널 사가 생산하는 대형 트럭이다.